# Frank Rijkaard
Franklin Edmundo Rijkaard (Amsterdam, 30. rujna 1962.), nizozemski nogometni trener i bivši nogometaš. 
Igrao je za Ajax, zaragoski Real i AC Milan. Igrao je i za nizozemsku nogometnu reprezentaciju 73 puta i zabio 10 golova. Od 2009. godine do 2010. godine je trenirao Galatasaray. Prije toga, trenirao je Barcelonu.

## Igračka karijera

### Godine u AFC Ajaxu (1980. – 1987.)
Rijkaard je imao samo 17 godina kad je debitirao u prvoj postavi Ajaxa 1980. godine. U debiju protiv Go Ahead Eaglesa zabio je gol u Ajaxovoj pobjedi od 4:2. Te je sezone odigrao 23 utakmice i zabio 4 gola. 1982. s Ajaxom je osvojio nizozemsku ligu i godinu poslije obranili tu titulu. 1987. godine Rijkaard odlazi s treninga i govori da neće nikad više trenirati dok je Johan Cruijff trener. Iste godine potpisuje s portugalskim Sportingom, ali prekasno i tu sezonu propušta ne igrajući niti jednu utakmicu. Klub ga je posudio španjolskom Realu iz Zaragoze, ali čim je posudba bila gotova potpisao je za talijanski AC Milan.

### Godine u AC Milanu (1988. – 1993.)
Nakon pet sezona provedenih u Milanu, Rijkaard postaje legenda. Trener Arrigo Sacchi prebacuje ga s pozicije obrambenog igrača u poziciju srednjeg veznog čiji ujecaj se vidi u nogometu Patricka Vieire. Igrajući sa svojim sunarodnjacima Marcom van Bastenom i Ruudom Guiltom dvaput osvaja Ligu prvaka 1989. i 1990. godine i dvaput Serie A.
Rijkaardov temperamet je još uvijek bio problem, što je dokazao na Svjetskom nogometnom prvenstvu1990. godine kada je nekoliko puta pljunuo u lice Rudi Voelleru. Nizozemska je bila favorit na tom prvenstvu, ali je ispala od Njemačke.

### Povratak u Ajax (1993. – 1995.)
Poslije pet godina u Italiji, Rijkaard se vraća u Ajax 1993. godine. Pod vodstvom Louisa van der Gaala, Rijkaard s Danny Blindom formira čvrstu i iskusnu obranu Ajaxa i pobjeđuje dva od tri domaća prvenstva. Ajax je bio u sezoni 1994./95. neporažen i taj uspjeh prenosi u Ligu prvaka. U svojoj zadnjoj utakmici Rijkaard osvaja Ligu prvaka (tadašnji Europski kup) pobjedom od 1:0 protiv AC Milana na stadionu Ernst Happel u Beču.

### Reprezentacija (1981. – 1994.)
U nacionalnoj vrsti Frank Rijkaard debitira 1981. godine. Igrao je 1988. godine na europskom prvenstvu kada je Nizozemska osvojila prvo mjesto pobjedom protiv Sovjetskog saveza 2:0. Rijkaard je tada igrao obrambenog igrača zajedno s Ronaldom Koemanom. Također je igrao za Nizozemsku tijekom 90-ih na svjetskom prvenstvu 1994. i na Euru 92. godine.
Rijkaard je sudjelovao u incidentu na svjetskom prvenstvu 1990. s Rudi Voellerom. Rijkaard je bio kažnjen za oštar start na Voelleru i kada je zauzeo poziciju za izvođenje slobodnog udarca Rijkaard je pljunuo Voelleru na kosu. Voeller se pritužio sudcu koji mu je dao žuti karton.
Na Euru 1992. u polufinalu Rijkaard je zabio gol za izjednačenje 2:2 protiv Danske, a Nizozemci su prošli dalje pobijedivši izvođenjem jedanaesteraca.
Zadnji nastup za reprezentaciju upisao je na svjetskom prvenstvu 1994. godine kada je Nizozemska izgubila od budućih svjetskih prvaka Brazila 3:2.

## Trenerska karijera

### Nizozemska
Rijkaardov trenerska karijera započinje 1998. godine kada je postao izbornikom nizozemske nogometne reprezentacije. Prije toga je bio pomoćni trener nizozemske reprezentacije zajedno s Ronaldom Koemanom i Johanom Neeskensom pod izborničkom palicom Guusa Hiddinka. Ispočetka Rijkaard nije ozbiljno shvaćao svoj izbornički posao zbof neiskustva, ali je ipak odveo reprezentaciju do polufinala na Euru 2000. Nizozemska je igrala najbolji nogomet na turniru, ali je ipak ispala od Italije na penale, a Rijkaard je odmah dao otkaz.

### Sparta Rotterdam
U sezoni 2001./2002. Frank Rijkaard postaje trenerom Sparte iz Rotterdama, najstarijeg profesionalnog kluba u nizozemskoj ligi. Rijkaard je uživao u svom novom poslu, ali zbog financijskih poteškoća klub nije bio jak i nije mogao se održati u prvoj ligi, Na kraju sezone Sparta ispada u drugu ligu, a Rijkaard odmah dobiva otkaz kao posljedicu ispadanja u drugu ligu.

### FC Barcelona
Nakon otkaza u Sparti Rijkaard nije dugo bio bez posla. Za manje od godinu dana posao dobiva u Barceloni u sezoni 2003./2004. Rijkaard je došao u klub koji je bio u novoj fazi stvaranja klupske povijesti. Izabran je novi predsjednik Joan Laporta i nova uprava, no navijači su bili nezadovoljni činjenicom da je klub prekinuo dolazak Davida Beckhama u klub.
Rijkaard je imao razočaravajući start u Barceloni i navijači su trazili njegovu ostavku, posebice kad je Barcelona izgubila protiv Reala iz Madrida. No Rijkaard je odlučio ostati i pojačati Barcu novim imenima. Iako je Barcelona tijekom sezone bila na samo bod od zone ispadanja, sezonu 2003./04. završili su na drugom mjestu. Tada je Rijkaard odlučio podići Barcelonu na višu razinu i oko Ronaldinha odlučio izgraditi novu momčad. Doveo je Deca, Samuela Eto'oa i Edmilsona. Sa snažnom podrškom predsjednika Laporte Rijkaard je preokrenuo stanje u klubu i u sezonama 2004./05. i 2005./06. uspio je osvojiti La Ligu.
Postao je prvi Barcelonin trener koji je uspio dvaput pobijediti Real iz Madrida na Santiago Bernabeu, postignuće koje nisu postigli ni Johan Cruijff, Louis van Gaal i Luis Aragones. Zbog prekrasnog nogometa koji je igrala njegova momčad i zbog profesionalnog stava na i izvan terena, Rijkaard osvaja titulu UEFA-inog trenera godine u kokurenciji četvorice nominiranih trenera.
17. svibnja 2006. godine Rijkaard s Barcelonom osvaja Ligu prvaka pobjedom 2-1 nad Arsenalom gdje su nadoknadili gol zaostatka nakon što su gubili 1-0. Pobjeda u Ligi prvaka učinila ga je petim čovjekom koji je kao trener i kao igrač osvojio Ligu prvaka uz Miguela Munoza,Giovannija Trapattonija,Johana Cruijffa i Carla Ancelottija.
Bio je jedini crni trener u španjolskoj La Ligi. Iz Barcelone je otišao 2008. godine, a od 2009. do 2010. trenira turski Galatasaray S.K.